# Fruängens IF
Fruängens IF är en idrottsförening i Fruängen i södra Stockholm
Fruängens IF bildades 1960 av Bengt Oscarsson, klubbens förste ordförande. Från början var det nog tänkt att föreningen skulle bli en kvartersklubb med lokala värvningar runt Doktor Widerströms Gata, men snart var hela Fruängen engagerad.
Ishockey, fotboll, bandy, basket och brottning har varit några av idrotterna inom klubben, som genom åren har fostrat flera elitidrottare, bland annat ishockeymålvakten Rolf Ridderwall som under seniorkarriären blev svensk mästare, världsmästare, olympisk bronsmedaljör. Fruängens IF har fostrat ytterligare en världsmästare och en allsvensk fotbollsspelare. Fotbollsspelaren Thomas Isherwood är fostrad i Fruängens IF och uppvuxen i Fruängen. Även Tomas Andersson Wij har sparkat boll i unga år i föreningen. 
Sedan början av 1990-talet har Fruängens IF tränat på Fruängens bollplan intill Fruängens skola. Under träningar och matcher har föreningen även haft tillgång till två av skolans lokaler i gymnastikhallen, en för att förvara utrustning och en annan för att byta om och gå på toaletten.
Fruängens IF är numera nedlagd, men historien lever vidare! 